# Franco Berardi

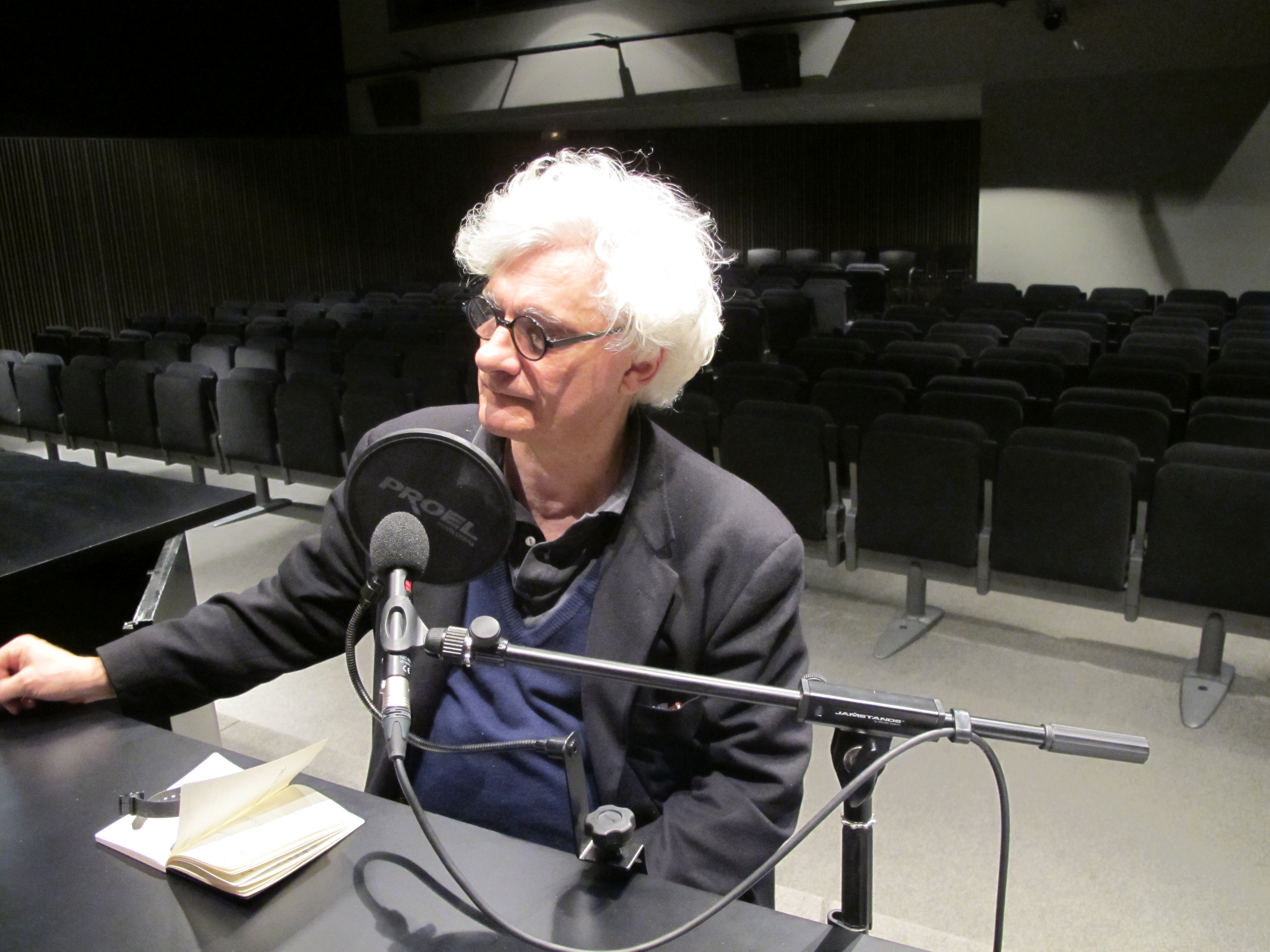
Franco Berardi während eines Interviews bei Ràdio Web MACBA, 2013

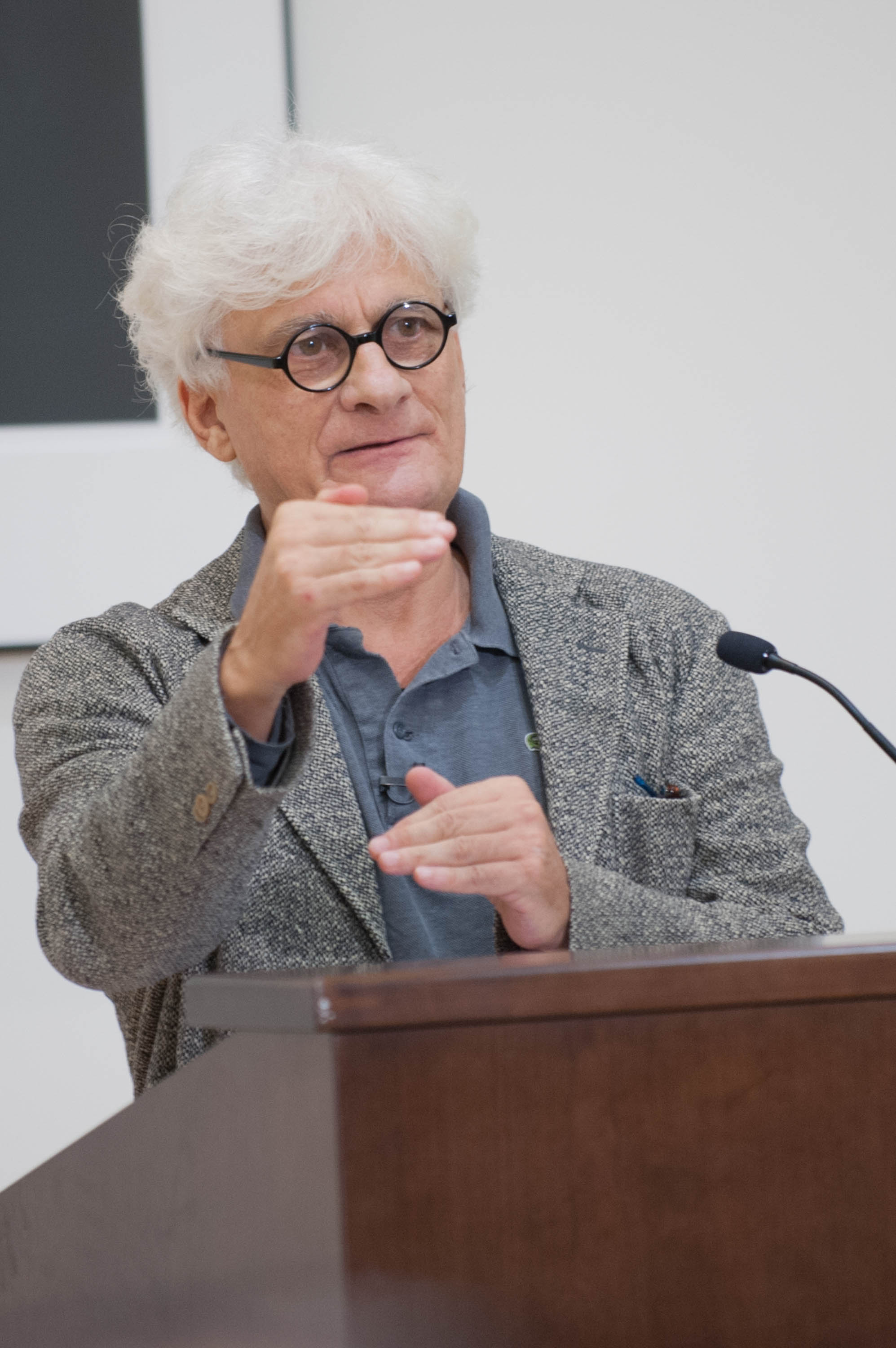
Franco Berardi, Boston University 2016

Franco „Bifo“ Berardi (geboren 2. November 1948 (nach anderen Angaben 1949) in Bologna, Italien) ist ein italienischer marxistischer Schriftsteller, Philosoph und Aktivist in der Tradition der Autonomen. Sein Werk fokussiert sich hauptsächlich auf die Rolle der Medien und der Informations-Technologie im post-industriellen Kapitalismus. Berardi schrieb mehr als zwei dutzend Bücher sowie eine größere Anzahl an Essays und Reden.

## Kreative Arbeiten und Aktivismus
Im Alter von 14 wurde Berardi 1962 Mitglied der Federazione Giovanile Comunista Italiana (FGCI), der Jugendorganisation der kommunistischen Partei Italiens, wurde aber wegen „Fraktionismus“ wieder ausgeschlossen. Er nahm an den Ereignissen des Mai '68 an der Universität Bologna teil, an der er mit Luciano Anceschi ein Studium in Ästhetik abschloss. Während dieser Zeit schloss er sich der außerparlamentarischen Potere Operaio an. Berardi gründete 1975 die Zeitschrift A/traverso und arbeitete daran bis 1981, als sie ihre Höchstauflage erreichte. Er war auch Teil von Radio Alice, Italiens erstem freien Radio von 1976 bis 1978.
Wie viele andere, die in der autonomen Bewegung Italiens während der 1970er aktiv waren, floh auch Berardi nach Paris, wo er mit Félix Guattari im Feld der Schizoanalyse, einer alternativen Psychoanalyse, arbeitete. Während der 1980er schrieb er für die Zeitschriften Semiotexte (New York), Chimerees (Paris), Metropoli (Rom) und Musica 80 (Mailand). In den 1990ern veröffentlichte er Mutazione e Ciberpunk (Genua, 1993), Cibernauti (Rom, 1994) und Félix (Rom, 2001). Auf dem Gebiet der zeitgenössischen Kunst arbeitete er aber auch mit Künstlern wie Warren Neidich und Veröffentlichungen wie dem e-flux journal zusammen. 2015 arbeitet er mit der Zeitschrift Derive Approdi und unterrichtet Soziale Geschichte der Kommunikation an der Accademia di Belle Arti di Brera in Mailand.
Er ist Mitbegründer des e-zine rekombinant.org und Gründer des Fernsehsenders Orfeo TV, des ersten der Telestreet-Bewegung, welche aus fast 100 Piraten-TV-Sendern besteht, und Mitglied der Bewegung Demokratie in Europa 2025.

## Schriften (Auswahl)
- Contro il lavoro. Milano: Feltrinelli, 1970
- Scrittura e movimento. Marsilio, 1974
- Teoria del valore e rimozione del soggetto: critica dei fondamenti teorici del riformismo. Verona, Bertani, 1977
- (Hrsg.): Primavera '77. Rom: Stampa Alternativa, 1977.
- Chi ha ucciso Majakovskij. Milano, Squi/libri, 1977.
- mit Pierre Rival, Alain Guillerme: L'ideologia francese: contro i "nouveaux philosophes". Milano, Squi/libri, 1977.
- Finalmente il cielo è caduto sulla terra. Milano, Squi/libri, 1978
- La barca dell'amore s'è spezzata. Milano, SugarCo, 1978
- Infovirus. Topia. 1985
- Dell'innocenza: interpretazione del '77. Bologna, Agalev, 1987.
- mit Franco Bolelli: Presagi. L'arte e l'immaginazione visionaria negli anni ottanta. Bologna, Agalev, 1988.
- Terzo dopo guerra. Bologna, A/traverso, 1989
- La pantera e il rizoma. Bologna, A/traverso, 1990
- mit Francesca Alfano Miglietti; Franco Bolelli; Valentina Agostinis; Matteo Guarnaccia; Cesare Monti; Andrea Zanobetti: Una poetica Ariosa. Milano, ProgettoArio, 1990
- mit Marco Jacquemet; Robert Wright; Jaron Lanier; Félix Guattari; Valmerz: Più cyber che punk. Bologna, A/traverso, 1990.
- Politiche della mutazione. Milano-Bologna, Synergon, 1991.
- mit Franco Bolelli: 60/90 dalla psichedelia alla telepatica. Milano-Bologna, Synergon, 1992.
- (Hrsg.): Hip Hop rap graph gangs sullo sfondo di Los Angeles che brucia. Milano-Bologna, Synergon, 1992.
- Cancel & Più cyber che punk. Milano-Bologna, Synergon, 1992
- Come si cura il nazi. Castelvecchi, 1993. ISBN 978-88-86232-00-5.
- mit Franco Bolelli; Matteo Guarnaccia; Francesco Morace; Andrea Zingoni; Daniele Bolelli; Tiziana Corbella: Mitologie Felici. Milano, Mudima, 1994. ISBN 88-86072-02-3
- Mutazione e cyberpunk. Immaginario e tecnologia negli scenari di fine millennio. Costa & Nolan, 1994. ISBN 978-88-7648-160-4.
- Lavoro zero. Castelvecchi, 1994
- Come si cura il nazi, Neuromagma. Untranslated: How is the Nazi, Neuromagma. 1994.
- Neuromagma. Lavoro cognitivo e infoproduzione. Castelvecchi, 1995. ISBN 978-88-86232-49-4.
- Ciberfilosofia. 1995.
- Cibernauti. Castelvecchi, 1995
- Dell'innocenza. 1977: l'anno della premonizione. Verona, Ombre Corte, 1997. ISBN 978-88-87009-03-3.
- Exit. il nostro contributo all'estinzione della civiltà. Costa & Nolan, 1997. ISBN 978-88-7648-288-5.
- La nefasta utopia di Potere operaio. Castelvecchi, 1998. ISBN 88-8210-057-X.
- mit E. "Gomma" Guarneri (Hrsg.): Alice è il diavolo. storia di una radio sovversiva, 2002. (+ CD con le registrazioni originali del 1976 e 1977), Shake edizioni
  - Alice ist der Teufel: Praxis einer subversiven Kommunikation Radio Alice (Bologna), Merve Verlag, Berlin
- La fabbrica dell'infelicità: new economy e movimento del cognitariato. Roma, DeriveApprodi, 2001. ISBN 978-88-87423-51-8
- Felix. Narrazione del mio incontro con il pensiero di Guattari, cartografia visionaria del tempo che viene. Luca Sossella Editore, 2001. ISBN 978-88-87995-16-9.
- mit Veronica Bridi (Hrsg.): 1977, l'anno in cui il futuro incominciò. Fandango Libri, 2002. ISBN 978-88-87517-26-2.
- Un'estate all'inferno. Luca Sossella Editore, 2002. ISBN 978-88-87995-35-0.
- Mit Marco Jacquement, Giancarlo Vitali: Telestreet. Macchina immaginativa non omologata. Baldini Castoldi Dalai, 2003. ISBN 978-88-8490-467-6
- Il sapiente, il mercante, il guerriero. Dal rifiuto del lavoro all'emergere del cognitariato. Roma, DeriveApprodi, 2004. ISBN 978-88-88738-32-1.
- Da Bologna (serie A) a Bologna (serie B). DeriveApprodi, 2005.
- Skizomedia. Trent'anni di mediattivismo. Roma, DeriveApprodi, 2006. ISBN 978-88-89969-00-7.
- Run. Forma, vita, ricombinazione, Mimesis, 2008
- Come si cura il nazi. Iperliberismo e ossessioni identitarie, ombre corte, 2009.
- Mit Marco Jacquement, Gianfranco Vitali. Ethereal Shadows: Communications and Power in Contemporary Italy. London: Autonomedia, 2009
- Precarious Rhapsody. Semio-capitalism and the Pathologies of the Post-Alpha Generation. London: Autonomedia, 2009.
- mit Carlo Formenti: L'eclissi. Dialogo precario sulla crisi della civiltà capitalistica, Manni Editori, 2011 ISBN 978-88-6266-368-7
- La Sollevazione. Collasso europeo e prospettive del movimento. Manni Editori, 2011. ISBN 978-88-6266-401-1
- The Soul at Work: From Alienation to Autonomy. Übersetzer: Francesca Cadel and Giuseppina Mecchia, Vorwort Jason E. Smith. Los Angeles, CA: Semiotexte, 2009.
  - L'anima al lavoro, DeriveApprodi, 2016
- After the future AKPress, Oakland, 2011
- The Uprising: On Poetry and Finance Semiotext(e) Los Angeles, 2012
  - Der Aufstand – Über Poesie und Finanzwirtschaft, Matthes & Seitz Berlin, Berlin, 2015, ISBN 978-3-95757-092-5
- Ed. Gary Genosko and Nicholas Thoburn. After the Future. AK Press, 2011.
  - Dopo il futuro. Dal futurismo al cyberpunk. L'esaurimento della modernità, DeriveApprodi, 2013
- La nonna di Schäuble. Come il colonialismo finanziario ha distrutto il progetto europeo, Ombre corte, 2015
- Heroes - Suicidio e omicidi di massa, Baldini & Castoldi, 2015
  - Helden. Über Massenmord und Suizid. Matthes & Seitz, Berlin 2016, ISBN 978-3-95757-237-0. Übersetzung von K. Vennemann.
- mit Massimiliano Geraci: Morte ai vecchi. Baldini & Castoldi, 2016
- Asma, C&P Adver Effigi, 2017
- Quarant’anni contro il lavoro, DeriveApprodi, 2017
- Il secondo avvento. Astrazione apocalisse comunismo, DeriveApprodi, 2018
- Futurabilità, Produzioni Nero, 2019.
- Respirare. Caos e poesia, Sossella, 2019
- Fenomenologia della fine, Produzioni Nero, 2020
- E: La congiunzione, Produzioni Nero, 2021
- Scrittura e movimento, a cura e con una postfazione di Nicolas Martino, ombre corte, 2021

## Filmografie
- 1991: The Move (Dokumentation). Regie: Renato de Maria